# Place Saint-Pholien
La place Saint-Pholien est une place du quartier d'Outremeuse à Liège en Belgique (région wallonne). 

## Histoire
Cette place a été créée à la fin du XIXe siècle pour raccorder la rue Saint-Pholien au pont des Arches. Auparavant, l'endroit servait de passage à l'antique chaussée d'Aix-la-Chapelle entre le pont des Arches (le plus ancien pont de Liège) et la chaussée des Prés. La partie ouest de la place est la plus ancienne. Elle représentait en fait le début de la chaussée des Prés.

## Odonymie
La place rend hommage à Feuillen de Fosses (orthographié aussi Foillan, Foilan, Folien ou Pholien), un moine irlandais du VIIe siècle, missionnaire en Belgique et fondateur de l’abbaye de Fosses-la-Ville. C'est un saint des Églises chrétiennes célébré le 31 octobre.

## Description
Cette place triangulaire se trouve à proximité de la rive droite de la Meuse. Elle possède en son centre un petit îlot planté d'une dizaine d'arbres (arrêt de bus).

## Patrimoine
Au no 10, la petite maison en colombages formant des croix de saint André et briques enduites et peintes date du XVIIe siècle. Elle est reprise sur la liste du patrimoine immobilier classé de Liège depuis 1987.
Bien que située à proximité, l'église Saint-Pholien n'est pas construite sur la place.

## Voiries adjacentes
- Pont des Arches
- Quai de Gaulle
- Quai des Tanneurs
- Rue Saint-Pholien
- Chaussée des Prés
- Rue des Écoliers